# III Corpo d'armata (Esercito Italiano)
Il III Corpo d'armata è stato una grande unità militare dell'Esercito italiano, con il quartier generale a Milano nel Palazzo Cusani e i suoi reparti schierati in Lombardia, Piemonte e in minor misura nel Veneto. Il Comando era retto da un generale di Corpo d'armata. Attivo dal 1957 al 1997 e forte di una divisione meccanizzata, di una brigata motorizzata, più alcuni supporti tattici, il compito che gli era stato affidato istituzionalmente era quello di contribuire durante il periodo della guerra fredda, con i reparti alle sue dipendenze, alla difesa del nord Italia contro un'ipotetica invasione da est da parte del Patto di Varsavia, a supporto del 4º Corpo d'armata alpino di Bolzano e del V Corpo d'armata di Vittorio Veneto.

## Storia

### Dalle origini al 1943
Le origini del Comando del 3º Corpo d'armata risalgono al 1º aprile 1860 quando venne istituito a Parma il 3º Comando con funzioni prevalentemente territoriali, ma, in caso di guerra, in grado di trasformarsi in comando di corpo d'armata. Il 3º comando aveva il compito di difendere parte dei territori che il Regno di Sardegna aveva recentemente acquisito in seguito alla seconda guerra d'indipendenza in cui aveva sconfitto l'Impero austriaco, e la sua giurisdizione si estendeva sul territorio dell'Emilia delimitato dal corso dei fiumi Trebbia e Panaro.
Il 1º settembre 1865 il comando venne soppresso ma venne mobilitato quale III Corpo d'Armata nel giugno 1866 in occasione della terza guerra d'indipendenza in cui prese parte alla battaglia di Custoza. Tra i reparti alle dipendenze del III Corpo d'armata mobilitato vi era anche la 16ª Divisione del principe ereditario Umberto di Savoia.
Nel mese di agosto 1867 il III Corpo d'Armata venne sciolto. Il 14 giugno 1869 venne costituito a Napoli il Comando Generale del III Corpo d'Esercito trasformatosi nel 1873 in 3º Comando Generale e, a partire dal 22 marzo 1877, in III Corpo d'Armata, con compiti territoriali ad esclusione dei periodi di mobilitazione relativi alle campagne di guerra.
Dopo aver trasferito il suo quartier generale a Milano il III Corpo d'armata prese parte alla prima guerra mondiale al comando del tenente generale Vittorio Camerana,  inquadrato nella 1ª Armata e dopo l'armistizio di Villa Giusti prese parte all'occupazione del Trentino.
Alla fine del conflitto nel 1919 assunse la denominazione di III Corpo d'Armata di Verona, trasferendo nel 1926 il quartier generale a Milano. Nel 1935-36 prese parte alla guerra di Etiopia.
All'entrata dell'Italia nella seconda guerra mondiale il 10 giugno 1940 il III Corpo d'armata al comando del Generale di corpo d'armata Mario Arisio, era dislocato in Piemonte, tra Cuneo ed Imperia operando sulle dipendenze della 1ª Armata del generale Pietro Pintor. prendendo parte alle operazioni contro la Francia sul fronte delle Alpi Occidentali. Dopo l'armistizio di Villa Incisa, nel mese di novembre il comando venne trasferito sul fronte greco-albanese e completata l'occupazione della Grecia svolse compiti di presidio territoriale fino a settembre 1943, quando venne sciolto a seguito degli eventi successivi alla proclamazione dell'armistizio.

### Ricostituzione
Il III Corpo d'armata venne ricostituito il 1º luglio del 1957 per la trasformazione del III Comando Militare Territoriale che era stato costituito a Milano il 15 giugno 1945 avendo alle sue dipendenza la Divisione fanteria "Legnano" erede del Gruppo di combattimento Legnano più alcuni supporti tattici, tra cui il 3º Reggimento bersaglieri.
Dopo la sua trasformazione in corpo d'armata la grande unità aveva alle sue dipendenze la Divisione fanteria "Legnano", la Divisione corazzata "Centauro", la Divisione fanteria "Cremona", erede del Gruppo di combattimento "Cremona", la Brigata alpina "Taurinense" più alcuni supporti tattici, tra cui il 1º Reggimento "Nizza Cavalleria", il Reggimento artiglieria a cavallo "Voloire" e il 52º Reggimento artiglieria pesante. La Brigata alpina "Taurinense" successivamente passò alle dipendenze del 4º Corpo d'armata alpino.

### 3º Corpo d'armata
Il 1º luglio del 1976 a seguito della profonda riorganizzazione dell'Esercito Italiano la grande unità assunse la denominazione di Comando 3º Corpo d'armata da cui dipendevano la Divisione corazzata "Centauro", la brigata motorizzata "Cremona" nata dalla ristrutturazione della Divisione fanteria "Cremona" più le truppe di corpo d'armata. La Divisione "Centauro", di fatto meccanizzata a sua volta era costituita dalla 3ª Brigata meccanizzata "Goito", dalla 31ª Brigata corazzata "Curtatone" e dalla Brigata meccanizzata "Legnano" nata dalla riconfigurazione della Divisione fanteria "Legnano".
Dal 1982 al 1984 reparti del 3º Corpo d'armata hanno preso parte alla Missione Italcon in Libano, un'operazione di peacekeeping delle forze armate italiane, nell'ambito della "Forza Multinazionale in Libano", in cui per la prima volta dopo la fine della seconda guerra mondiale un reparto armato italiano si recava in missione fuori dai confini italiani, con il compito di difendere la popolazione civile. 

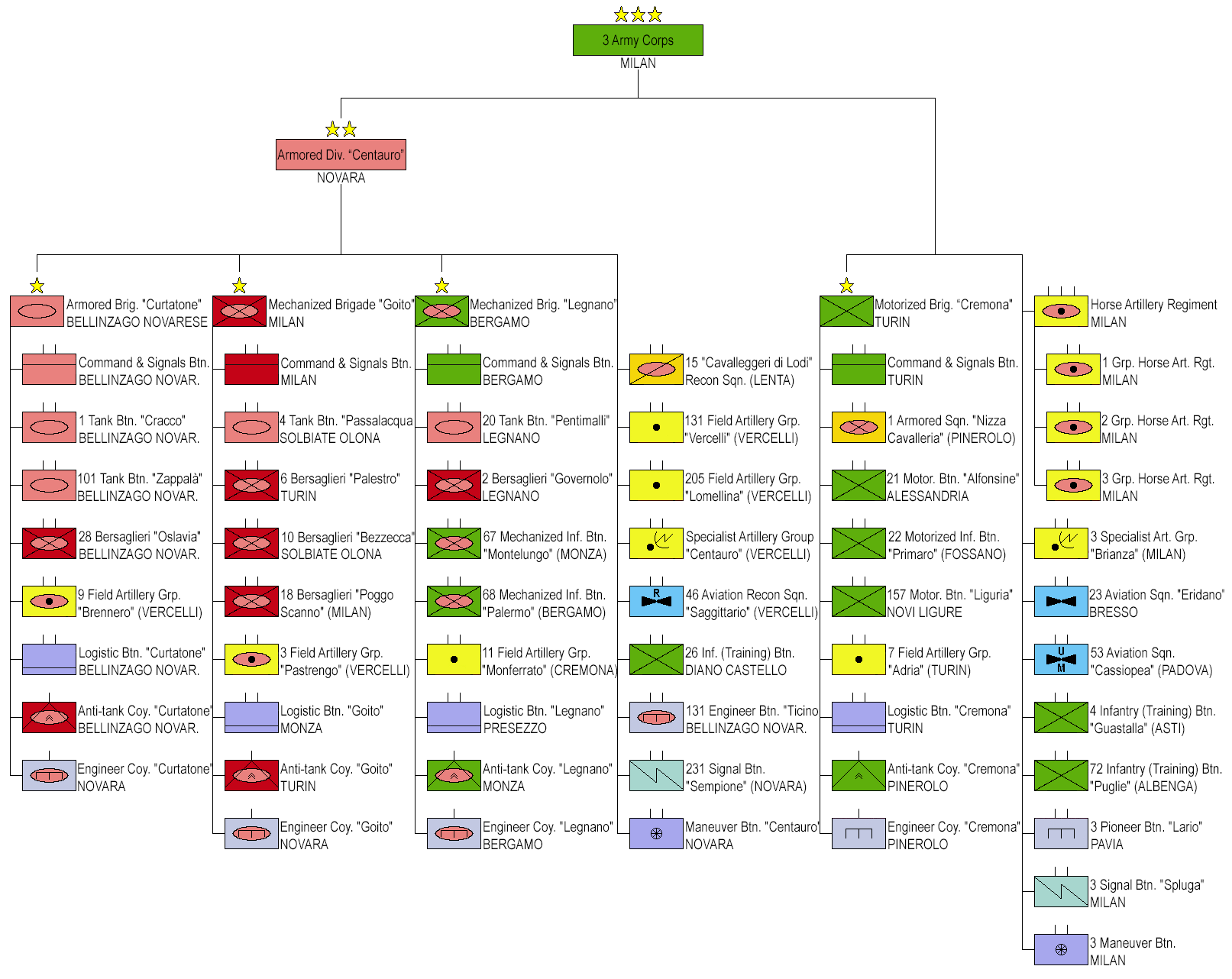
Struttura del 3º Corpo d'armata nel 1984

Nel 1984 il 3º corpo d'armata aveva la seguente configurazione organica:
- Divisione corazzata "Centauro" di Novara.
  - Brigata meccanizzata "Legnano" di Bergamo.
  - 3ª Brigata meccanizzata "Goito" di Milano.
  - 31ª Brigata corazzata "Curtatone" di Bellinzago Novarese.
- Brigata motorizzata "Cremona" di Torino.
- 3º Battaglione genio pionieri "Lario", stanziato a Pavia.
- 3º Battaglione trasmissioni "Spluga", stanziato a Milano.
- 3º Battaglione logistico di manovra "Fulvia" , stanziato a Milano.
- 3º Raggruppamento ALE "Eridano", stanziato a Bresso.
- Reggimento artiglieria a cavallo "Voloire", stanziato a Milano.
- 3º Gruppo artiglieria specialisti "Brianza", stanziato a Milano.

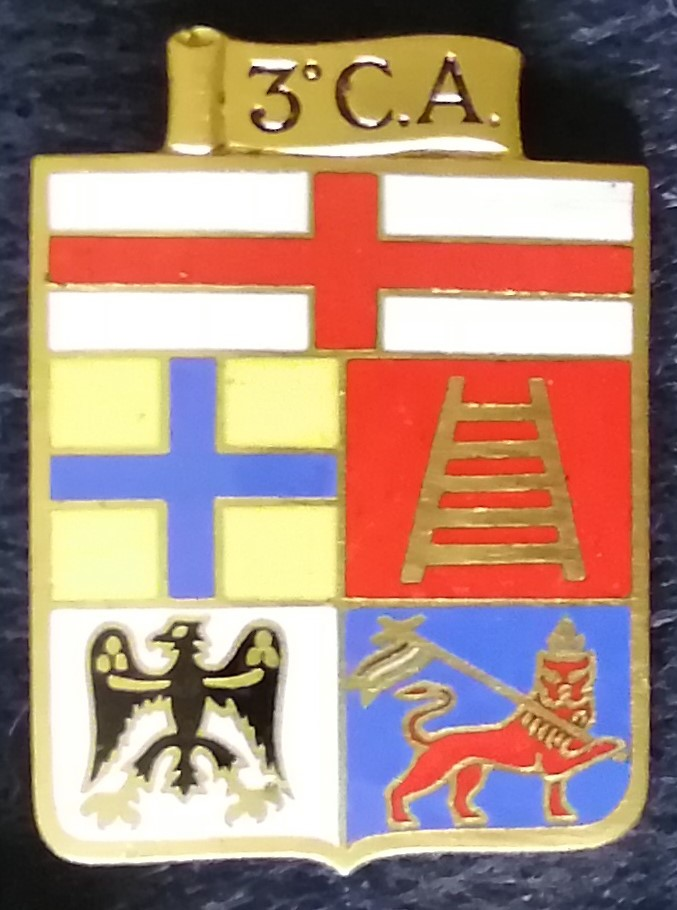
Distintivo del 3º Corpo d'Armata di Milano

- Distintivo del 3º Corpo d'Armata di Milano53º Gruppo squadroni EM "Cassiopea", stanziato a Padova.

Il 1º novembre 1986 a seguito dell'abolizione del livello divisionale nelle unità dell'Esercito Italiano, la Divisione corazzata "Centauro" venne sciolta e la 31ª Brigata corazzata “Curtatone” di Novara venne rinominata 31ª Brigata corazzata "Centauro" e pertanto il III Corpo d'armata risultava costituito oltre che dalla 31ª Brigata corazzata "Centauro" dalla Brigata meccanizzata "Legnano", dalla Brigata meccanizzata "Brescia" acquisita dalla Divisione meccanizzata "Mantova", dalla Brigata meccanizzata "Trieste", acquisita dalla Divisione meccanizzata "Folgore", dalla 3ª Brigata bersaglieri "Goito", dalla brigata motorizzata "Cremona" e dai supporti di Corpo d'armata.
Dopo la ristrutturazione dell'Esercito del 1986 il 3º corpo d'armata aveva la seguente configurazione organica:
- 31ª Brigata corazzata "Centauro"
- Brigata meccanizzata "Legnano"
- Brigata meccanizzata "Brescia"
- Brigata meccanizzata "Trieste"
- 3ª Brigata meccanizzata "Goito"
- Brigata motorizzata "Cremona"
- Supporti di Corpo d'armata
  - Reparto Comando 3º Corpo d'Armata (Milano)
  - 4º Battaglione fanteria addestramento reclute "Guastalla" (Asti)
  - 11º Battaglione fanteria addestramento reclute "Casale" (Casale Monferrato AL)
  - 16º Battaglione fanteria addestramento reclute "Savona" (Legino SV)
  - 22º Battaglione fanteria addestramento reclute "Primaro" (Fossano CN)
  - 26º Battaglione fanteria addestramento reclute "Bergamo" (Diano Castello IM)
  - 72º Battaglione fanteria addestramento reclute "Puglie" (Albenga SV)
  - 15º Gruppo Squadroni Esplorante "Cavalleggeri di Lodi" (Lenta VC)
  - Reggimento artiglieria a cavallo "Le Voloire" (Milano)
  - 131º Gruppo artiglieria pesante campale "Vercelli" (Vercelli)
  - 205º Gruppo artiglieria pesante campale "Lomellina" (Vercelli)
  - 8º Gruppo artiglieria controaerei leggera "Marmore" (quadro, Modena)
  - 11º Gruppo artiglieria controaerei leggera "Falco" (quadro, Vercelli)
  - 12º Gruppo specialisti di artiglieria "Biella" (Vercelli)
  - Comando A.L.E. 3º Corpo d'armata (Bresso MI)
    - 23º Gruppo Squadroni Aerei Leggeri e Elicotteri "Eridano" (Bresso MI)
    - 46º Gruppo Squadroni Elicotteri da Ricognizione "Sagittario" (Vercelli)
    - 53º Gruppo Squadroni Elicotteri Multiruolo "Cassiopea" (Bresso MI)

  - 3º Battaglione genio pionieri "Lario" (Pavia)
  - 131º Battaglione Genio Pionieri "Ticino" (Bellinzago Novarese NO)
  - 3º Battaglione trasmissioni "Spluga" (Milano)
  - 231º Battaglione trasmissioni "Sempione" (Novara)
  - 33º Reggimento logistico di manovra "Ambrosiano" (Novara)

Il 1º novembre 1990 la brigata motorizzata "Cremona" è passata alle dipendenze della Regione Militare Nord-Ovest
Nel 1991, nel quadro del riordinamento della Forza Armata, dal 1º giugno, la Brigata meccanizzata "Trieste" venne sciolta e divenne Brigata meccanizzata "Friuli" entrando a far parte della Forza d'intervento rapido e nello stesso anno vennero sciolte la Brigata meccanizzata "Brescia" e la Brigata bersaglieri "Goito".
Il 14 settembre 1996 in previsione del nuovo modello di difesa la brigata meccanizzata "Legnano" venne sciolta e alcuni dei suoi reparti inquadrati nella Brigata "Centauro", che venne trasformata in brigata meccanizzata passando a sua volta, il 15 ottobre 1997, alle dipendenze del 1º Comando delle forze di difesa di Vittorio Veneto erede del V Corpo d'armata.

### Comando delle forze operative di proiezione
Il 1º ottobre 1997 il III Corpo d'armata venne trasformato in Comando Forze Operative di Proiezione assumendo alle sue dipendenze la Brigata bersaglieri "Garibaldi" la Brigata meccanizzata "Friuli", già appartenente alla Forza d'intervento rapido e successivamente riconfigurata in Brigata aeromobile "Friuli", dalla Brigata paracadutisti "Folgore" e dai supporti tattici, tra cui il Reggimento lagunari "Serenissima".
Successivamente il 1º dicembre 2000 il Comando delle forze operative di proiezione veniva ulteriormente riorganizzato in Comando di Pianificazione cedendo le sue pedine operative al 1º e al 2º COMFOD.

### NATO Rapid Deployable Corps - Italy
Nel 2001, a seguito della richiesta della NATO di dotarsi di Comandi ad elevata prontezza operativa, il Comando Forze di Proiezione il 1º dicembre 2001 venne riordinato in Corpo d'armata di Reazione Rapida - HRF e dopo avere sostenuto una intensa attività addestrativa e di esercitazioni nell'ambito di un lungo processo di certificazione ha acquisito la piena capacità operativa (Full Operational Capability) nel dicembre del 2002 con la denominazione di NATO Rapid Deployable Corps - Italy con quartier generale a Solbiate Olona.

## Elenco dei comandanti dal 1945
- III Comando militare territoriale (1945-1957)
  - gen. c.a. Efisio Marras
  - gen. c.a. Mario Marazzani
  - gen. c.a. Umberto Utili
  - gen. c.a. Giuseppe Mancinelli
  - gen. c.a. Attilio Tomaselli
- III Corpo d'armata (1957-1975)
  - gen. c.a. Bruno Lucini
  - gen. c.a. Oreste Silli
  - gen. c.a. Ugo Centofanti
  - gen. c.a. Guido Vedovato
  - gen. c.a. Salvatore Salinari
  - gen. D. Pietro Cristaudo (int.)
  - gen. c.a. Oreste Viligiardi
  - gen. c.a. Aldo Magri
  - gen. c.a. Ettore Brancato
  - gen. c.a. Pietro Cristaudo
  - gen. c.a. Antonino Anzà
- Comando 3º Corpo d'armata (1975)
  - gen. c.a. Antonino Anzà
  - gen. c.a. Fabio Moizo
  - gen. c.a. Alvaro Rubeo
  - gen. c.a. Mario Rossi
  - gen. c.a. Riccardo Bisognero
  - gen. c.a. F. Saverio Gala
  - gen. c.a. F. Pietro Muraro
  - gen. c.a. Pietro Giannattasio
  - gen. c.a. Franco Angioni
  - gen. c.a. Giovanni Brugnola
  - gen. c.a. Cesare Pucci
  - gen. div. Luciano Forlani
  - gen. c.a. Rolando Mosca Moschini
  - gen. c.a. Luciano Forlani
- Comando Forze Operative di Proiezione (1997 - 2000)
  - ten. gen. Luciano Forlani
  - magg. gen. Bruno Viva
- CORPO d'Armata di Reazione Rapida - HRF (2001)
  - ten. gen. Bruno Viva
- NATO Rapid Deployable Corps - IT (2002)
  - ten. gen. Fabrizio Castagnetti
  - gen. c.a. Mauro Del Vecchio
  - gen. c.a. Giuseppe Emilio Gay
  - gen. c.a. Gian Marco Chiarini
  - gen. c.a. Giorgio Battisti
  - gen. c.a. Riccardo Marchiò
  - gen. c.a. Roberto Perretti
  - gen. c.a. Guglielmo Luigi Miglietta